# David Rockmore
David Rockmore, född 5 juni 1967 i Los Angeles, död 1992, var en amerikansk skådespelare i pornografisk film. Han var aktiv åren 1989 till 1992 och syntes bland annat i filmen Air Male. Han avled av AIDS.